# Antonio Machín

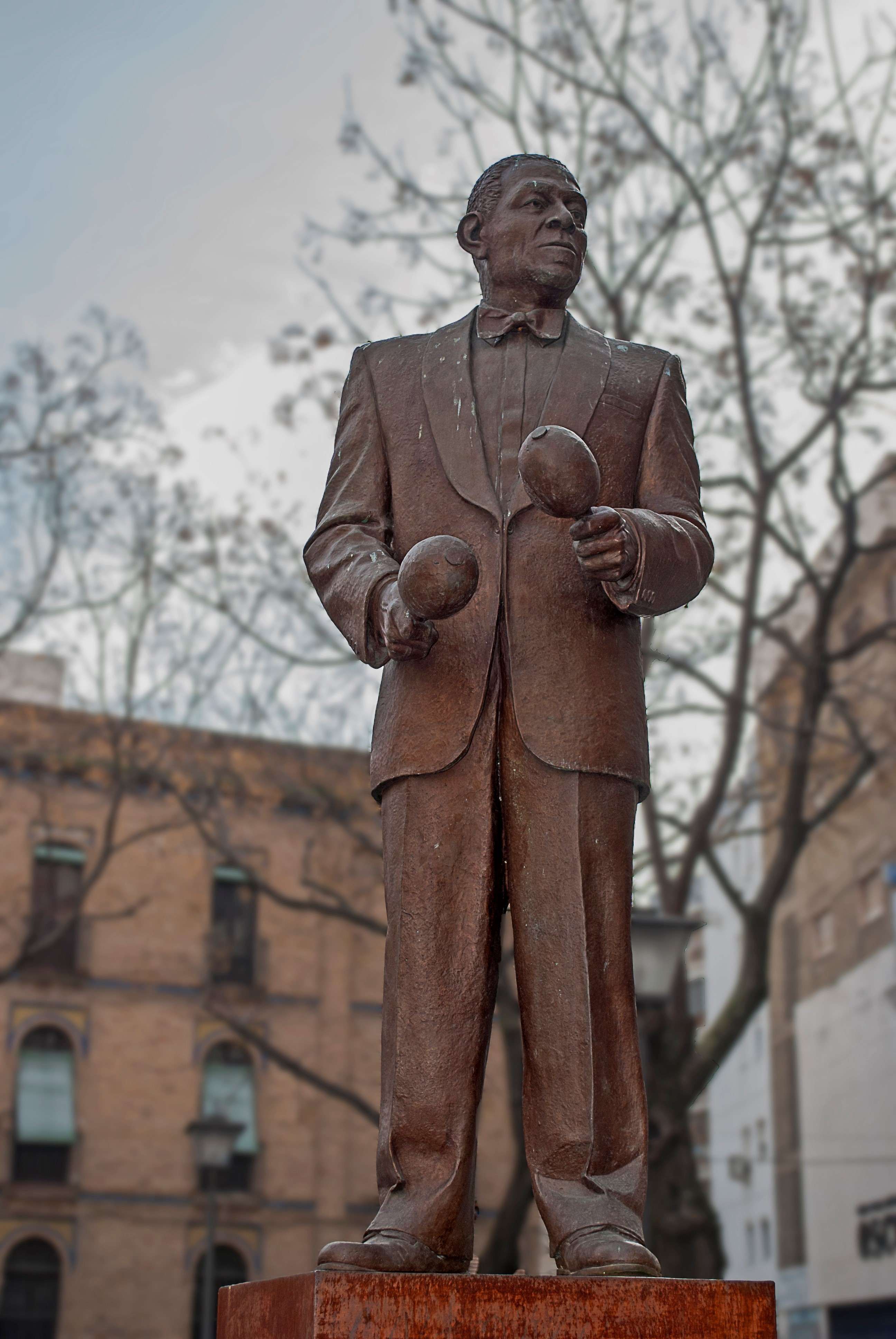
Statue von Antonio Machín in Sevilla

Antonio Abad Lugo Machín (* 8. Februar 1908 in Sagua la Grande; † 4. August 1977 in Madrid) war ein kubanischer Bolerosänger. Sein Titel El Manisero war die erste kubanische Platte, die sich mehr als eine Million Mal verkaufte.
Machín begann seine musikalische Laufbahn als Solosänger im Casino Nacional de Havana und war der erste farbige kubanische Sänger in dieser Position. Mit dem Orchester des Casino Nacional reiste er 1930 nach New York und sang dort El Manisero (The Peanut Vendor), den ersten kubanischen Song, der in den USA zu einem Hit wurde. In der Zeit bis 1935 nahm Machín in New York mehr als 200 Platten auf. Er bevorzugte bei seinen Aufnahmen kleine Besetzungen mit Claves, Tres, Gitarre und Trompete und sang häufig Duette mit dem Gitarristen Daniel Sánchez. Bekannt wurde aus diesen Quartetbesetzungen auch Mario Bauzá, der spätere musikalische Leiter von Machitos Orchester.
1935 verließ Machín New York. Er ging zunächst nach London und Paris und lebte und arbeitete ab dem Zweiten Weltkrieg in Spanien. Neben El Manisero zählen Songs wie Angelitos Negros, Dos Gardenias, Corazón Loco und Envidia zu seinen großen Erfolgen. Seit 1981 erinnert in Barcelona ein Denkmal auf der Plaza de Vincenc Martorell aus der Werkstatt Subías Berlinghieri an Machín. In Sevilla steht auf der Plaza de Carmen Benítez eine weitere Statue von ihm, die Guillermo Plaza geschaffen hat.